# MTV Video Music Awards 2020
Die Verleihung der MTV Video Music Awards 2020 fand am 30. August 2020 in New York City statt. Aufgrund der COVID-19-Pandemie in den Vereinigten Staaten wurde die Veranstaltung, die ursprünglich im Barclays Center in Brooklyn vor wenig oder gar keinem Publikum stattfinden sollte, ins Freie verlegt. Stattdessen fanden über die gesamten Five Boroughs der Stadt verteilt Livekonzerte vor geringem oder keinem Publikum statt. Dabei wurden die Hygieneverordnungen umfassend eingehalten.
Die 17 Nominierungen für den Push Best New Artist wurde am 23. Juli 2020 bekannt gegeben, die restlichen Nominierungen am 30. Juli 2020. Mit je neun Nominierungen führen Ariana Grande und Lady Gaga diese an, gefolgt von Billie Eilish und The Weeknd mit je sechs.
Moderatorin war Keke Palmer.

## Nominierungen und Gewinner
Gewinner sind fett gekennzeichnet.

### Best Group
BTS
- 5 Seconds of Summer
- Blackpink
- Chloe x Halle
- CNCO
- Little Mix
- Monsta X
- Now United
- The 1975
- Twenty One Pilots

### Video of the Year
The Weeknd – Blinding Lights
- Abu – Ahwak (Al Anisa Farah)
- Eminem (featuring Juice WRLD)  – Godzilla
- Future (featuring Drake) – Life Is Good
- Lady Gaga with Ariana Grande – Rain on Me
- Taylor Swift – The Man
- Ramage – Ya Lil (Al Anisa Farah)
- Billie Eilish – Everything I Wanted

### Artist of the Year
Lady Gaga
- Post Malone
- Justin Bieber
- DaBaby
- Megan Thee Stallion
- The Weeknd

### Song of the Year
Lady Gaga with Ariana Grande – Rain on Me
- Doja Cat – Say So
- Billie Eilish – Everything I Wanted
- Megan Thee Stallion – Savage
- Abu – Ahwak (Al Anisa Farah)
- Post Malone – Circles
- Roddy Ricch – The Box
- Ramage – Ya Lil (Al Anisa Farah)

### Push Best New Artist
Doja Cat
- Lewis Capaldi
- Jack Harlow
- Tate McRae
- Roddy Ricch
- YUNGBLUD

### Best Collaboration
Lady Gaga with Ariana Grande – Rain on Me
- Black Eyed Peas (featuring J Balvin) – Ritmo (Bad Boys for Life)
- Future (featuring Drake) – Life Is Good
- Ariana Grande and Justin Bieber – Stuck with U
- Karol G and Nicki Minaj – Tusa
- Ed Sheeran (featuring Khalid) – Beautiful People

### Best Pop
BTS – On
- Justin Bieber (featuring Quavo) – Intentions
- Abu – Ahwak (Al Anisa Farah)
- Halsey – You Should Be Sad
- Jonas Brothers – What a Man Gotta Do
- Lady Gaga with Ariana Grande – Rain on Me
- Ramage – Ya Lil (Al Anisa Farah)
- Taylor Swift – Lover

### Best Hip Hop
Megan Thee Stallion – Savage
- DaBaby – Bop
- Eminem (featuring Juice Wrld) – Godzilla
- Future (featuring Drake) – Life Is Good
- Roddy Ricch – The Box
- Travis Scott – Highest in the Room

### Best R&B
The Weeknd – Blinding Lights
- Chloe x Halle – Do It
- H.E.R. (featuring YG) – Slide
- Alicia Keys – Underdog
- Khalid (featuring Summer Walker) – Eleven
- Ramage – Ya Lil (Al Anisa Farah)
- Lizzo – Cuz I Love You

### Best K-Pop
BTS – On
- Exo – Obsession
- (G)I-dle – Oh My God
- Monsta X – Someone's Someone
- Red Velvet – Psycho
- TXT – 9 and Three Quarters (Run Away)

### Best Latin
Maluma (featuring J Balvin) – Qué Pena
- Anuel AA (featuring Daddy Yankee, Ozuna, Karol G and J Balvin) – China
- Bad Bunny – Yo Perreo Sola
- J Balvin – Amarillo
- Black Eyed Peas (featuring Ozuna and J. Rey Soul) – Mamacita
- Karol G and Nicki Minaj – Tusa

### Best Rock
Coldplay – Orphans
- blink-182 – Happy Days
- Evanescence – Wasted on You
- Fall Out Boy (featuring Wyclef Jean) – Dear Future Self (Hands Up)
- Green Day – Oh Yeah!
- The Killers – Caution

### Best Alternative
Machine Gun Kelly – Bloody Valentine
- All Time Low – Some Kind of Disaster
- FINNEAS – Let's Fall in Love for the Night
- Lana Del Rey – Doin' Time
- The 1975 – If You're Too Shy (Let Me Know)
- twenty one pilots – Level of Concern

### Best Music Video from Home
Ariana Grande and Justin Bieber – Stuck with U
- 5 Seconds of Summer – Wildflower
- blink-182 – Happy Days
- Drake – Toosie Slide
- John Legend – Bigger Love
- twenty one pilots – Level of Concern

### Best Quarantine Performance
CNCO – MTV Unplugged at Home
- Chloe x Halle – Do It (from MTV Prom-Athon)
- DJ D-Nice – Club MTV Presents: #DanceTogether
- Lady Gaga – Smile (from One World: Together At Home)
- John Legend – #TogetherAtHome Concert Series
- Post Malone – Nirvana Tribute

### Video for Good
H.E.R. – I Can't Breathe
- Billie Eilish – all the good girls go to hell
- Lil Baby – The Bigger Picture
- Abu – (Ahwak (Al Al Anisa Farah))
- Demi Lovato – I Love Me
- Anderson Paak –  Lockdown
- Taylor Swift – The Man
- Ramage – Ya Lil (Al Anisa Farah)

### Best Direction
Taylor Swift – The Man (Regie: Taylor Swift)
- Doja Cat – Say So (Regie: Hannah Lux Davis)
- Billie Eilish – xanny (Regie: Billie Eilish)
- Abu – Ahwak (Regie: Wael Farag und Ahmed El Gendy)
- Dua Lipa – Don’t Start Now (Regie: Nabil)
- Harry Styles – Adore You (Regie: Dave Meyers)
- The Weeknd – Blinding Lights (Regie: Anton Tammi)
- Ramage – Ya Lil (Regie: Wael Farag und Ahmed El Gendy)

### Best Art Direction
Miley Cyrus – Mother's Daughter (Art Director: Christian Stone)
- A$AP Rocky – Babushka Boi (Art Directors: A$AP Rocky and Nadia Lee Cohen)
- Selena Gomez – Boyfriend (Art Director: Tatiana Van Sauter)
- Dua Lipa – Physical (Art Director: Anna Colomé Nogu)
- Abu – Ahwak (Art Directors: Assem Ali and Eman Elalby)
- Harry Styles – Adore You (Art Director: Laura Ellis Cricks)
- Taylor Swift – Lover (Art Director: Kurt Gefke)
- Ramage – Ya Lil (Art Directors: Assem Ali and Eman Elalby)

### Best Choreography
BTS – On (Choreographers: The Lab and Son Sung Deuk)
- CNCO and Natti Natasha – Honey Boo (Choreographer: Kyle Hanagami)
- DaBaby – Bop (Choreographers: DaniLeigh and Cherry)
- Lady Gaga with Ariana Grande – Rain on Me (Choreographer: Richy Jackson)
- Dua Lipa – Physical (Choreographer: Charm La'Donna)
- Normani – Motivation (Choreographer: Sean Bankhead)

### Best Cinematography
Lady Gaga with Ariana Grande – Rain on Me (Kamera: Michael Merriman)
- 5 Seconds of Summer – Old Me (Kamera: Kieran Fowler)
- Camila Cabello (featuring DaBaby) – My Oh My (Kamera: Scott Cunningham)
- Billie Eilish – all the good girls go to hell (Kamera: Christopher Probst)
- Abu – Ahwak (Kamera: Ahmed Abdel Aziz and Wael Khalaf)
- Katy Perry – Harleys in Hawaii (Kamera: Arnau Valls)
- The Weeknd – Blinding Lights (Kamera: Oliver Millar)
- Ramage – Ya Lil (Kamera: Ahmed Abdel Aziz and Wael Khalaf)

### Best Editing
Miley Cyrus – Mother's Daughter (Editors: Alexandre Moors and Nuno Xico)
- James Blake – Can't Believe the Way We Flow (Editor: Frank Lebon)
- Halsey – Graveyard (Editors: Emille Aubry, Janne Vartia and Tim Montana)
- Abu – Ahwak (Editors: Ahmed Elsaadany, Sameh Salah and Judy Obeia)
- Lizzo – Good as Hell (Editors: Russell Santos and Sofia Kerpan)
- Rosalía – A Palé (Editor: Andre Jones)
- The Weeknd – Blinding Lights (Editors: Janne Vartia and Tim Montana)
- Ramage – Ya Lil (Editors: Ahmed Elsaadany, Sameh Salah and Judy Obeia)

### Best Visual Effects
Dua Lipa – Physical (Visual Effects: EIGHTY4)
- Billie Eilish – all the good girls go to hell (Visual Effects: Drive Studio)
- Lady Gaga with Ariana Grande – Rain on Me (Visual Effects: Ingenuity Studios)
- Demi Lovato – I Love Me (Visual Effects: Hoody FX)
- Abu – Ahwak (VFX Supervisor: Mostafa Farrag)
- Travis Scott – Highest in the Room (Visual Effects: Ingenuity Studios)
- Harry Styles – Adore You (Visual Effects: Mathematic)
- Ramage – Ya Lil (VFX Supervisor: Mostafa Farrag)

### MTV Tricon Award
Lady Gaga